# Petruskerk (Sloterdijk)

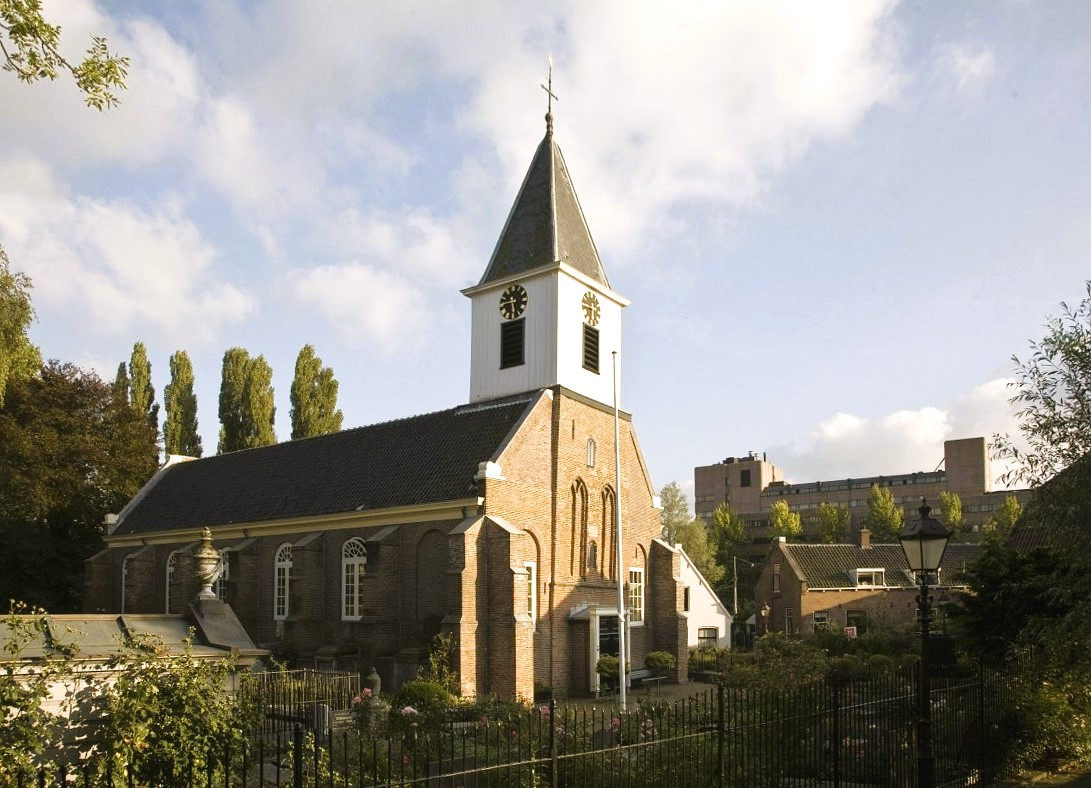
Die Petruskerk in Amsterdam

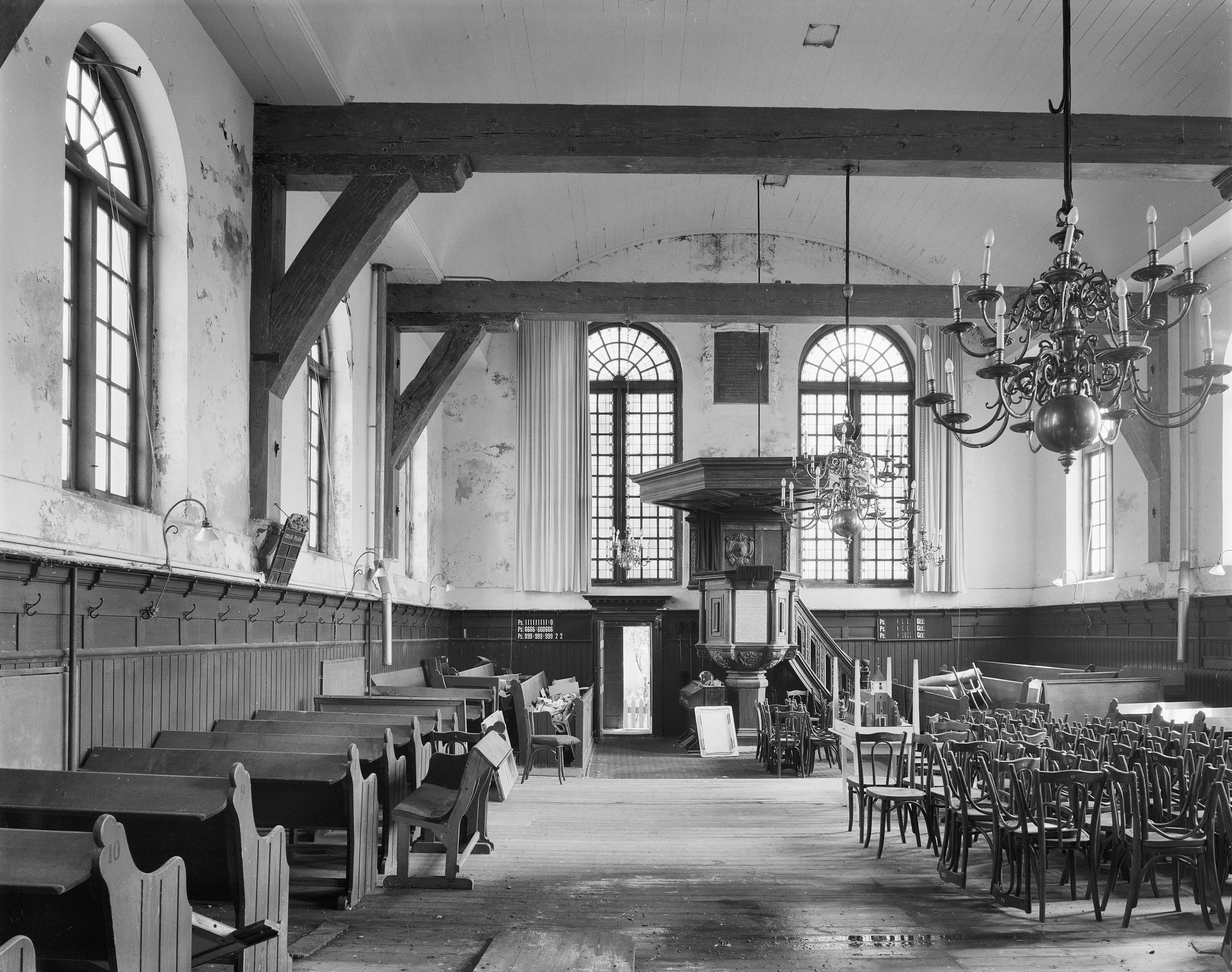
Innenansicht (1978)

Die Petruskerk (deutsch Peterskirche) ist ein profaniertes Kirchengebäude im historischen Kern des Dorfs Oud Sloterdijk, das durch den modernen Stadtteil Sloterdijk im Amsterdamer Stadtbezirk West umschlossen wird. Die Kirche ist seit 1979 als Rijksmonument eingestuft.

## Beschreibung
Das heutige alte Dorf Sloterdijk entstand im Spätmittelalter als Fischerdorf am Spaarndammer-Deich. Ab 1465 gehörte Sloterdijk zum Herrensitz Sloten, der 1529 an die Stadt Amsterdam überging. Ältester Teil der Petruskerk sind der heute in der Westfassade eingebaute spätgotische Turm mit zwei gotischen Maßwerkblenden mit Spitzbögen sowie die Strebepfeiler am Kirchenschiff, errichtet um das Jahr 1479.
Die spätmittelalterliche Kirche wurde 1664 nach Plänen von Gerrit Jacobse zur heutigen Saalkirche umgebaut. Im Turm befindet sich eine von Wilhelmus und Jasper Moer 1516 gegossene Glocke. Die Mechanische Turmuhr von 1839 wurde später mit einem elektrischen Werk zum Aufzug ausgestattet. Zwischen den Strebepfeilern an der Außenseite befinden sich mehrere Grabmäler, darunter das von Engeltje Westerborgh († 1792). Die Kirche wurde in den Jahren 1990 bis 1992 grundlegend restauriert.
Auch der Raum für den Kirchenrat (Consistoriekamer) sowie das Pfarrhaus an der Kirche sind als Einzelobjekte als niederländische Rijksmonumente eingestuft.